# 川口市立東本郷小学校
川口市立東本郷小学校（かわぐちしりつ ひがしほんごうしょうがっこう）は、埼玉県川口市東本郷にある公立小学校。

## 沿革
- 1980年4月1日 - 川口市立新郷小学校、川口市立新郷東小学校を分離して川口市立東本郷小学校として開校
- 1980年11月1日 - 校章、校歌制定
- 1980年11月2日 - 開校記念日と定める[1]

## 教育目標
- 考える子
- 心豊かな子
- 元気な子[2]

## 通学区域
- 新堀 - 一部
- 榛松1丁目 - 全域
- 大字榛松 - 一部
- 蓮沼 - 一部
- 大字東本郷 - 一部
- 本蓮1丁目 - 一部[3]